# Mines del Sant Pare
Les Mines del Sant Pare són obra del municipi d'Anglès inclosa en l'Inventari del Patrimoni Arquitectònic de Catalunya.

## Descripció
Conjunt d'edificacions fetes bàsicament de rajols i mines format per tres elements: les ruïnes del que foren les cases dels miners i dels dirigents de l'empresa que explotava les mines, les estructures dels antics magatzems de la companyia al voltant del pou principal, que desaiguava cap a l'actual font del Canyo, i el "Tut" o xemeneia de fondre plom, situada al cim del turó més proper, anomenat "la Coma del Rec de Via".
Pel que fa a les estructures que allotjaven a alguns obrers i a alguns dirigents, són estructures rectangulars en estat de ruïna de tres plantes. Són construccions fetes de rajols i, en menor proporció, de pedra. Alguns sostres estan caiguts i l'entorn està embardissat. L'habitatge dels obrers està cobert a doble vessant a façana i està format per dos blocs adossats, un de dues plantes i l'altre de tres. L'habitatge dels caps miners està cobert a doble vessant a laterals i situat en un lloc més elevat, encara que a pocs metres de l'altre.
Quant a la zona de taller, magatzem i entrada del pou principal, les estructures són de rajols i no tenen sostre, encara que havia sigut de doble vessant a laterals. El magatzem és de planta baixa i es dividia en dos sectors simètrics. La façana consta de quatre obertures o portes amb arc de mig punt amb doble filera de rajol. Dos murs paral·lels i units per una gran biga de ferro és l'accés exterior d'una de les entrades a la mina.
Finalment, es va construir també una xemeneia de maons en un cim proper per fondre el plom extret i que el fum tòxic no es quedés a la petita vall on residien els caps i els obrers. Pel que sembla, no acabà de funcionar del tot, ja que l'activitat mai fou constant.

## Història
La zona d'Anglès, Osor, Amer, la Cellera, Susqueda i Bonmatí formen històricament una conca minera amb diverses explotacions mineres. A Anglès sempre hi ha hagut poca rendibilitat minera i moltes dificultats d'extracció. A les mines del Sant Pare s'extreia Galena (plom) des de cinc mines diferents al llarg del temps.
A partir de 1871, quan existí un litigi entre els socis que explotaven les mines -Pege, Jordà y Compañía- que feu hereu per llegat testamentari de les mines a la Santa Seu de Roma, l'explotació fou dirigida pel Bisbat de Girona, que l'arrendava a diferents empreses que hi solien posar diners i en treien pocs rendiments. L'activitat minera continuà, amb parades i engegades, entre intents del Bisbat de vendre les improductives mines, fins al 1930.
Actualment, juntament amb el vapor de la Burés i l'Alt forn del Pla d'Avall, constitueix un dels elements més rellevants de l'arqueologia industrial del terme d'Anglès.